# Kaempferia galanga
Kaempferia galanga är en enhjärtbladig växtart som beskrevs av Carl von Linné. Kaempferia galanga ingår i släktet Kaempferia och familjen Zingiberaceae. Inga underarter finns listade i Catalogue of Life.
Enligt uppskattningar är växtens ursprungliga utbredningsområdet östra Indien (Assam), sydöstra Kina, Bangladesh, Myanmar, Thailand och Vietnam. Introducerade population finns i Filippinerna, Sri Lanka och på Taiwan. Kaempferia galanga är en ört som odlas i trädgårdar.
Denna växt når en höjd av ungefär 30 cm. Roten har en rödbrun utsida och en gulgrå insida. Den används mald som krydda för olika asiatiska risrätter. Roten brukas även i den traditionella medicinen.
Storleken av den naturliga populationen och möjliga hot är okända. IUCN listar arten med kunskapsbrist (DD).

## Bildgalleri

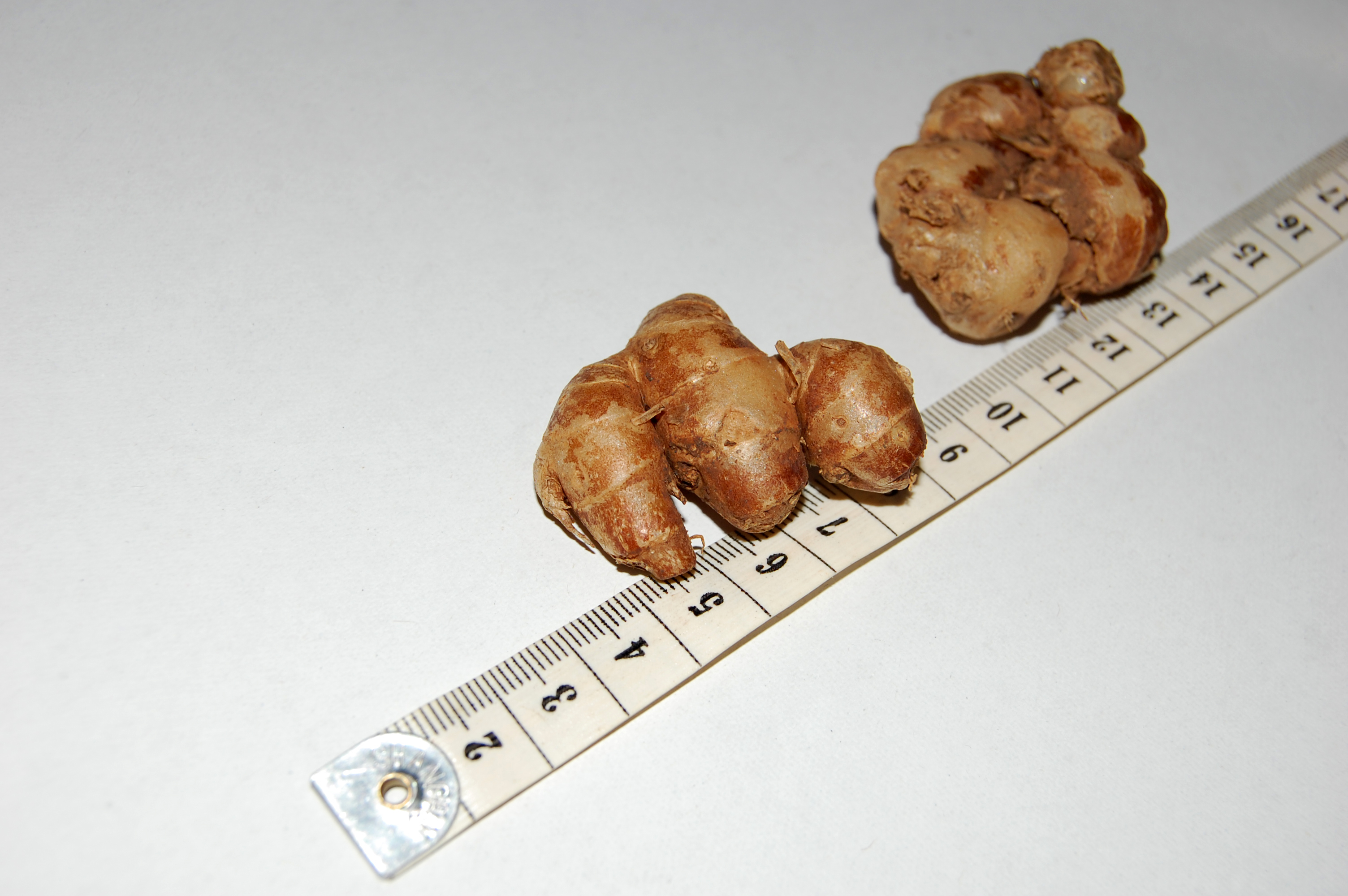
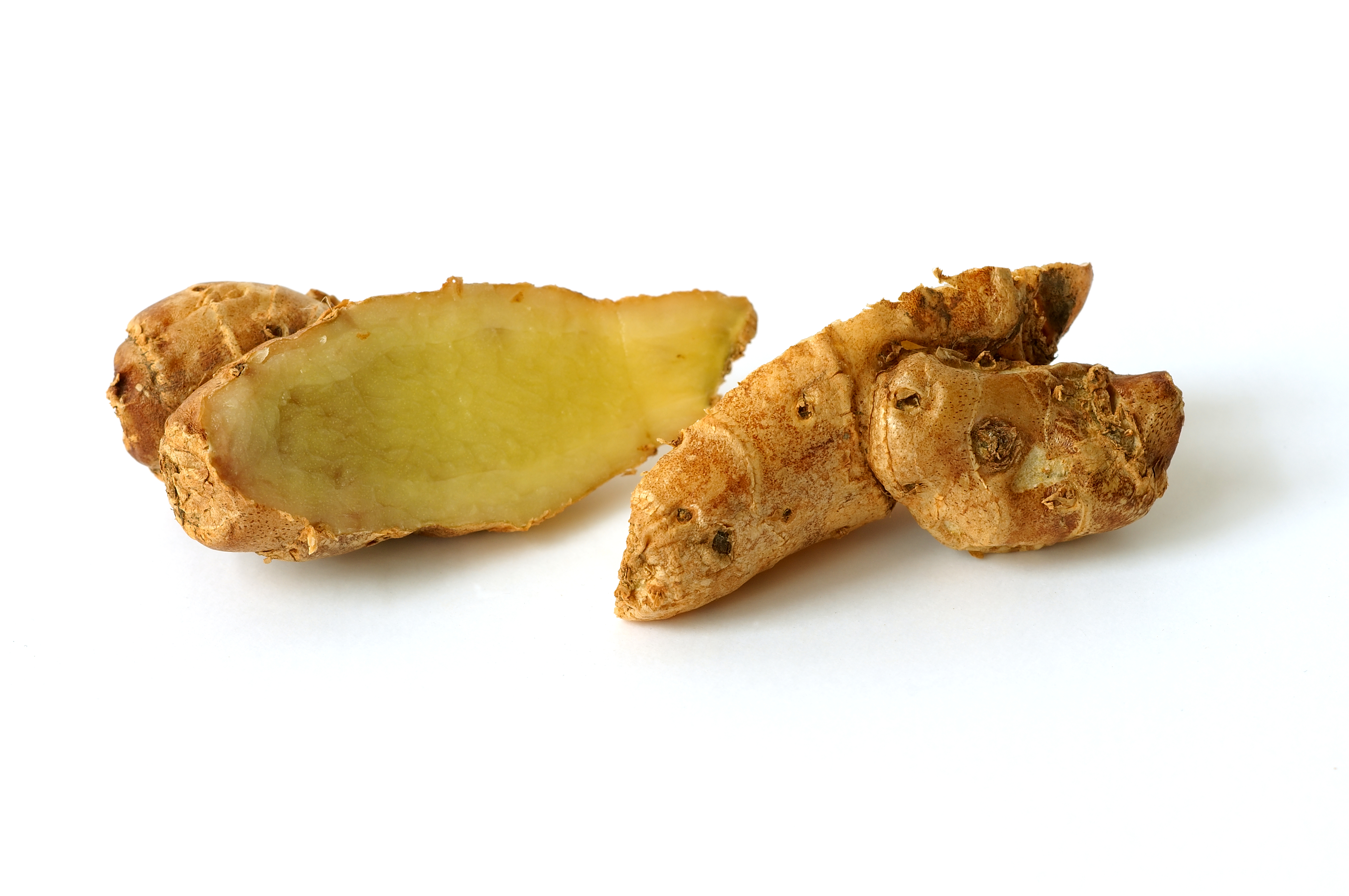